# Аннаполис (река)
Аннаполис (англ. Annapolis River) — река в канадской провинции Новая Шотландия. Длина реки — 120 км, площадь водосборного бассейна — 2000 км².
Река протекает по полуострову Новая Шотландия в юго-западном направлении. Впадает в Аннаполис-Бэйсин — эстуарий, соединённый с заливом Фанди узким проливом.
Освоение долины реки европейцами происходило одним из первых на территории современной Канады. В 1605 году Самюэль Шамплен и Пьер Дюгуа основали Порт-Рояль, сегодня — национальное историческое место.